# Grupa generała Zdzisława Kosteckiego
Grupa generała Zdzisława Kosteckiego – związek taktyczny Wojska Polskiego okresu wojny polsko-bolszewickiej.

## Struktura organizacyjna
Skład w 4 sierpnia 1920:
- dowództwo grupy
- VIII Brygada Piechoty
- 2 Brygada Jazdy